# Vnorovy
Vnorovy (en allemand : Wnorau) est un bourg (městys) du district de Hodonín, dans la région de Moravie-du-Sud, en République tchèque. Sa population s'élevait à 3 003 habitants en 2020.

## Géographie
Vnorovy est arrosée par la Morava et se trouve à 4 km au sud-ouest du centre de Veselí nad Moravou, à 19 km au nord-est de Hodonín, à 62 km au sud-est de Brno et à 247 km au sud-est de Prague.
La commune est limitée par Bzenec au nord-ouest, par Veselí nad Moravou au nord-est, par Kozojídky à l'est, par Žeraviny et Kněždub au sud-est, par Strážnice au sud-ouest et à l'ouest.

## Histoire
La première mention écrite de la localité date de 1447.

## Administration
La commune se compose de deux quartiers :
- Lidéřovice
- Vnorovy

## Transports
Par la route, Vnorovy se trouve à 4,5 km de Veselí nad Moravou, à 22,5 km de Hodonín, à 77 km de Brno et à 295 km de Prague.

## Personnalité
Marie Kudeříková (1921-1943), résistante tchèque à l'occupation allemande
Jan Skácel (1922-1989), poète.